# Archélaos (général)
Pour les articles homonymes, voir Archélaos.
Archélaos ou Archélaus  (grec moderne : Ἀρχέλαος), mort vers 63 av. J.-C., est un général de Mithridate VI, roi du Pont. Il est à l'origine d'une lignée de princes homonymes qui s'achève avec son arrière-arrière-petit-fils Archélaos, roi de Cilicie mort en  36 ap. J-.C.

## Origine
Archélaos est issu d'une famille grecque d'Asie Mineure peut-être d'origine macédonienne comme le laisse penser son nom et celui de son frère Néoptolème, autre général de Mithridate VI. Il serait dans ce cas le descendant de colons implantés après l'expédition d'Alexandre le Grand. Sa famille occupe de hautes fonctions à la cour hellénistique du royaume du Pont où il porte le vieux titre achéménide d'« Ami du Roi ».

## Général deMithridateVI
Archélaos exerce la fonction de général en chef des armées de Mithridate VI pendant la première guerre de Mithridate, d'abord en Asie Mineure, puis en Grèce. Sa carrière est bien documentée dans l'œuvre d'Appien (Guerre mithridatique) et dans celle de Plutarque.
Il combat en 89 av. J.-C., avec son frère Néoptolème, Nicomède III, roi de Bithynie, qui est un allié des Romains, lors d'un grand combat près de la rivière Amnias, un affluent de l'Halys ; les forces de Mithridate VI, bien plus nombreuses, écrasent leurs ennemis grâce notamment à l'utilisation de chars armés de faux, que les Bithyniens n'avaient jamais affrontés auparavant. Nicomède III, horrifié par le carnage provoqué par cette tactique, s'enfuit du champ de bataille en Paphlagonie et abandonne la victoire et de nombreux prisonnier aux généraux de Mithridate.
En 88 av. J.-C., Archéalos est envoyé en Grèce avec une grande armée et sa flotte, pour gagner de nouveaux alliés à la cause de Mithridate, quitte à les convaincre par la force. Ce général soumet les Cyclades et l'Eubée, dont il fait sa base arrière, il envahit l'île de Délos qui s'était rebellée contre Athènes, tue 20 000 habitants dont beaucoup d'Italiens, et rend la ville au contrôle athénien.
De cette façon, Mithridate obtient l'alliance des Athéniens. Le succès de cette mission conduit à de nouveaux ralliements parmi les Achéens, les Lacédémoniens et toute la Béotie. Une fois l'alliance des Grecs obtenue, il rencontre  Q. Braetius Sura, légat du gouverneur de Macédoine, lors d'une indécise bataille de trois jours près de Chéronée au début de 87 av. J.-C Les Lacédémoniens et les Achéens étant venus au secours des troupes de Mithridate, Bruttius préfère battre en retraite au Pirée, jusqu'à ce qu'Archélaos, venu avec sa flotte, obtienne la reddition de cette région.
À l'arrivée par mer d'une nouvelle armée envoyée par Mithridate VI sous le commandement de Dromichaitès, Archélaos tente une sortie de ses troupes pour engager le combat, mais il est obligé de se replier dans la citadelle. C'est alors au tour d'Archélaos d'être assiégé dans Athènes pendant plusieurs mois  par Lucius Cornelius Sulla (hiver 87/86). La ville est prise le 1er mars 86 av. J.-C., et le port du Pirée, pris peu après, est détruit. Archéalos doit se retirer vers le nord pour rejoindre Taxilus et les autres armées de Mithridate en Béotie. Il contre-attaque avec des forces quatre fois supérieures à celle de son adversaire mais il est écrasé à Chéronée, puis à la tête d'une nouvelle armée de secours à la bataille d'Orchomène en Béotie, dans laquelle est tué son fils Diogènès.
À la fin de l'été 86, les opérations en Grèce sont terminées. Mithridate VI lui ordonne alors de négocier avec Sylla la Paix de Dardanos (85 av. J.-C.). Après la conclusion de cet accord temporaire entre les belligérants, Archélaos, craignant la colère de Mithridate, préfère demander l'asile au Romain Lucius Licinius Murena, qui l'accueille  avec les honneurs.
Il participe même à la troisième guerre de Mithridate, aux côtés du proconsul romain Lucius Licinius Lucullus.

## Postérité
Il est le père d'au moins deux fils :
- Archélaos de Comana ;
- Diogènès, tué lors de la bataille d'Orchomène.